# Xã Madison, Quận Perry, Ohio
Xã Madison (tiếng Anh: Madison Township) là một xã thuộc quận Perry, tiểu bang Ohio, Hoa Kỳ. Năm 2010, dân số của xã này là 1.377 người.